# Hrvoje Smolčić
Hrvoje Smolčić, né le 17 août 2000 à Gospić en Croatie, est un footballeur croate qui évolue au poste de défenseur central au LASK, en prêt de l'Eintracht Francfort.

## Biographie

### HNK Rijeka
Né à Gospić en Croatie, Hrvoje Smolčić est formé par le HNK Rijeka. Il joue son premier match en professionnel le 17 mars 2019 contre le NK Osijek en championnat. Il est titularisé au poste d'arrière gauche lors de cette rencontre où son équipe s'impose par trois buts à un.
Le 1er octobre 2019 il inscrit son premier but en professionnel lors d'une rencontre de coupe de Croatie face au modeste club du NK Buje, contre qui son équipe s'impose largement sur le score de onze buts à zéro.
S'imposant à Rijeka comme un élément important, il est considéré comme l'un des joueurs croates les plus prometteurs, ce qui attire l'intérêt de plusieurs formations européennes en 2021. Il reste au club et est promu capitaine de l'équipe.

### Eintracht Francfort
Le 31 mai 2022, Hrvoje Smolčić s'engage en faveur de l'Eintracht Francfort. Il signe un contrat courant jusqu'en juin 2027 et effectif à partir du 1er juillet 2022.
Smolčić inscrit son premier but pour Francfort le 18 octobre 2022, à l'occasion d'une rencontre de coupe d'Allemagne face au SV Stuttgarter Kickers. Titulaire, il participe à la victoire de son équipe (0-2 score final).

### Carrière en sélection
Hrvoje Smolčić joue son premier match avec l'équipe de Croatie espoirs le 8 octobre 2021, contre la Norvège. Il entre en jeu à la place de Luka Sučić et son équipe l'emporte par trois buts à deux. Il est rappelé en novembre 2021.